# Наумкіна Світлана Михайлівна
Світлана Михайлівна Наумкіна (нар. 23 листопада 1953, Сальськ, Ростовська область, РРФСР) — український політолог, професор.

## Біографія
С. М. Наумкіна народилася 23 листопада 1953 року в Ростовській області РРФСР.
У 1976 році закінчила факультет іноземних мов Ростовського державного педагогічного інституту.
В 1976—1984 роках працювала вчителем одеської середньої школи № 119.
У 1984—1986 роках навчалася в аспірантурі Одеського державного університету імені І. І. Мечникова.
В 1987 році захистила дисертацію на здобуття наукового ступеня кандидата філософських наук. У 1991 році присвоєно вчене звання доцента.
У 1996 році захистила дисертацію «Соціально-політична ефективність управлінської  діяльності (теоретико-методологічний аспект)» і здобула науковий ступінь доктора політичних наук. В 1999 році присвоєно вчене звання професора.
З 1988 року працює на кафедрі політичних наук і права Південноукраїнського національного педагогічного університету імені К. Д. Ушинського. З 1999 року є завідувачем кафедри.

## Наукова діяльність
Обрана академіком Української академії політичних наук. Є головою спеціалізованої вченої ради із захисту дисертацій на здобуття наукового ступеня доктора (кандидата) політичних наук, членом спеціалізованої вченої ради із захисту дисертацій з філософських наук. Виконує обов'язки голови редакційної комісії наукового журналу «Політикус». Автор понад 400 опублікованих праць.

#### Праці
- Наумкіна С. М. Формування нової політичної еліти в Україні. // Правова держава.— Одеса, 1998.—    № 1.  — С. 12 - 14.
- Наумкіна С. М., Чемекова С. В. Політичне лідерство як суспільне явище.// Нова політика.  — 2000.  — № 2. —  С. 50 - 53.
- Наумкина С. М., Осипова. С. А. Процесс государствообразования как важнейшая составляющая современного политического развития. // S.P.A.C.E. Society, Politics, Administration in Central Europe: електронний науково-практичний журнал. —  Одеса: НУ «ОЮА», 2016.  —Вип. 1.  — С. 27- 30.
- Наумкіна С. М., Груєва О. В. Флешмоб як спектакулярний видовищно-ігровий різновид політичного акціонізму. // Вісник національної академії керівних кадрів культури і мистецтва.  — 2018.  — № 2.  — С. 71 - 75.
- Наумкіна С. М. Методичні рекомендації до самостійної роботи студентів з дисципліни «Громадянська освіта»: для здобувачів першого (бакалаврського) рівня вищої освіти галузі знань 05 «Соціальні та поведінкові науки» спеціальності 052 «Політологія».— Одеса: ПНПУ, 2019.—  60 с.

## Нагороди
- Знак МОН «Відмінник освіти України».